# Škoda Superb
Škoda Superb este un automobil de familie de dimensiuni medii/mari (segmentul D) comercializat de producătorul ceh de automobile Škoda Auto din 2001.